# Episodi di Frankie Drake Mysteries (terza stagione)
La terza stagione della serie televisiva Frankie Drake Mysteries, composta da 10 episodi, è stata trasmessa in Canada sull'emittente CBC Television dal 16 settembre al 2 dicembre 2019.
In Italia, la stagione andrà in onda su Fox Crime nel 2021.
| nº | Titolo originale            | Titolo italiano | Prima TV Canada   | Prima TV Italia |
| -- | --------------------------- | --------------- | ----------------- | --------------- |
| 1  | No Friends Like Old Friends |                 | 16 settembre 2019 |                 |
| 2  | Counterpunch                |                 | 23 settembre 2019 |                 |
| 3  | School Ties, School Lies    |                 | 30 settembre 2019 |                 |
| 4  | A Brother in Arms           |                 | 7 ottobre 2019    |                 |
| 5  | Things Better Left Dead     |                 | 14 ottobre 2019   |                 |
| 6  | Life on the Line            |                 | 28 ottobre 2019   |                 |
| 7  | Out on a Limb               |                 | 4 novembre 2019   |                 |
| 8  | Ward of the Roses           |                 | 11 novembre 2019  |                 |
| 9  | A History of Violins        |                 | 25 novembre 2019  |                 |
| 10 | A Sunshine State of Mind    |                 | 2 dicembre 2019   |                 |